# Weigela

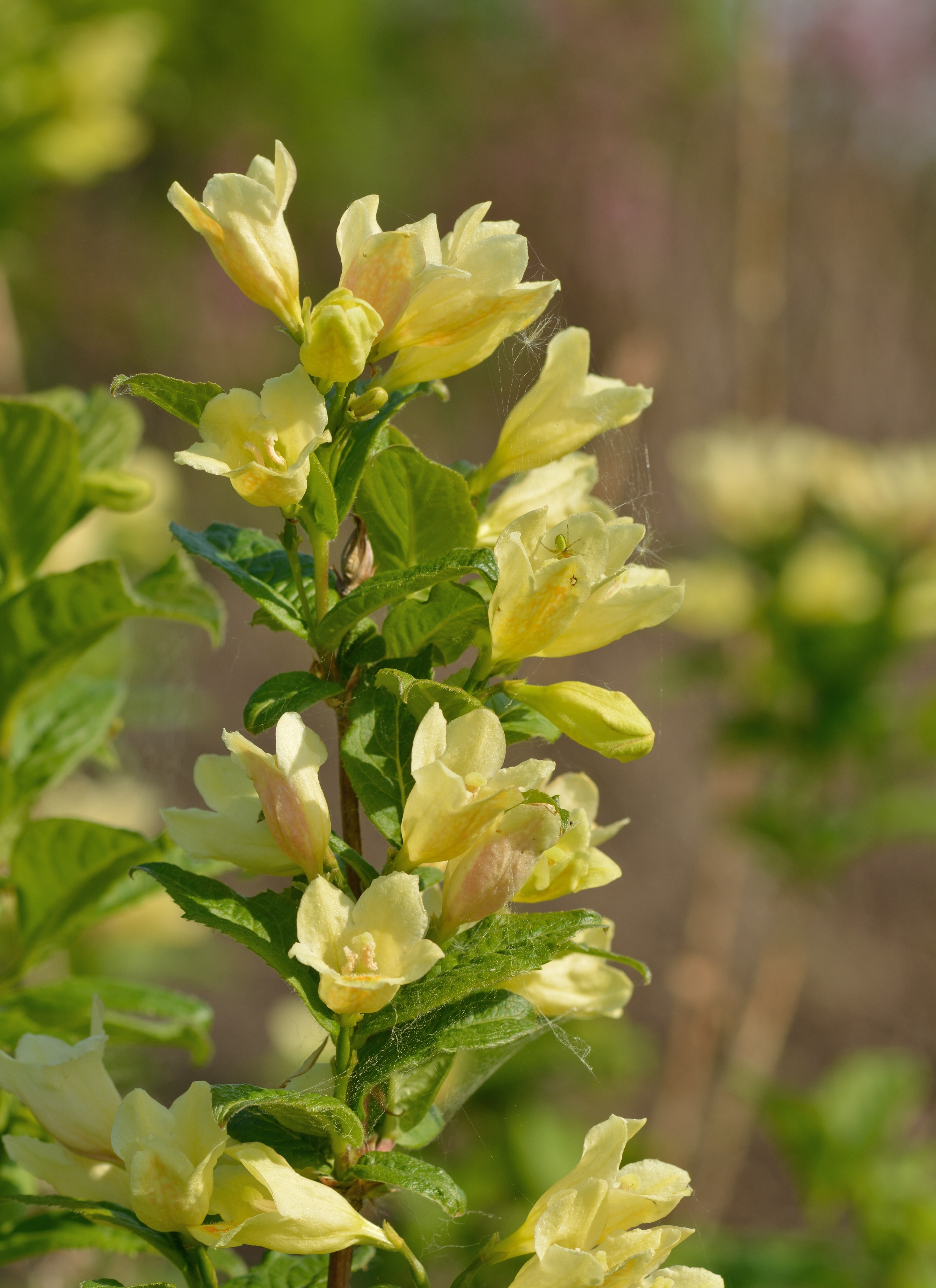
Weigela middendorffiana.

Weigela Thunb., 1780 é um género de plantas com flor pertencente à subfamília Diervilloideae da família das Caprifoliaceae que agrupa 10 espécies validamente descritas. Inclui diversas espécies e variedades utilizadas como plantas ornamentais nas regiões temperadas.

## Descrição
No Sistema de Cronquist o  gênero foi classificado como pertencente a família das  Caprifoliaceae.
São espécies de plantas arbustivas, de folhas decíduas, que crescem de 1 a 5 m de altura. São nativas da Ásia.
A folha apresenta de 5 a 15 cm de comprimento, de forma ovada-oblonga, extremidade pontiaguda, com bordas serrilhads. As flores tem 2 a 4 cm de comprimento, com uma corolla de cinco lóbulos, brancas, cor-de-rosa ou vermelhas, raramente amarelas, formando inflorescências na forma de corimbos  pequenos no início do verão.  A fruta é uma cápsula seca com numerosas sementes.
Espécies de  'Weigela  são usadas como fonte de alimento para algumas larvas de algumas  Lepidopteras.
Várias espécies são muito populares como plantas ornamentais em jardins, embora a maioria  das espécies  serem substituidas por híbridos.

## Principais espécies
| - Weigela coraeensis - Weigela decora - Weigela floribunda - Weigela florida - Weigela hortensis - Weigela japonica | - Weigela maximowiczii - Weigela middendorfiana - Weigela praecox - Weigela x wagnerii - Weigela subsessilis |